# 50 kilomètres marche aux Jeux olympiques d'été de 1932
Pour un article plus général, voir Athlétisme aux Jeux olympiques d'été de 1932.
Navigation
Berlin 1936
L'épreuve du 50 kilomètres marche aux Jeux olympiques de 1932 s'est déroulée le 3 août 1932 avec une arrivée au Memorial Coliseum de Los Angeles, aux États-Unis. Elle est remportée par l'Américain Thomas William Green. L'épreuve se dispute sur cette distance pour la première fois dans le cadre des Jeux olympiques.

## Résultats

### Finale
| Rang               | Athlète              | Pays            | Temps           | Notes |
| ------------------ | -------------------- | --------------- | --------------- | ----- |
| Médaille d'or      | Thomas William Green | Grande-Bretagne | 4 h 50 min 10 s | OR    |
| Médaille d'argent  | Jānis Daliņš         | Lettonie        | 4 h 57 min 20 s |       |
| Médaille de bronze | Ugo Frigerio         | Italie          | 4 h 59 min 06 s |       |
| 4                  | Karl Hähnel          | Allemagne       | 5 h 06 min 06 s |       |
| 5                  | Ettore Rivolta       | Italie          | 5 h 07 min 39 s |       |
| 6                  | Paul Sievert         | Allemagne       | 5 h 16 min 41 s |       |
| 7                  | Henri Quintric       | France          | 5 h 27 min 25 s |       |
| 8                  | Ernest Crosbie       | États-Unis      | 5 h 28 min 02 s |       |
| 9                  | Bill Chisholm        | États-Unis      | 5 h 51 min 00 s |       |
| 10                 | Alfred Maasik        | Estonie         | 6 h 19 min 00 s |       |
|                    | Henry Cieman         | Canada          |                 | DNF   |
|                    | John Moralis         | Grèce           |                 | DNF   |
|                    | Francesco Pretti     | Italie          |                 | DNF   |
|                    | Arthur Tell Schwab   | Suisse          |                 | DNF   |
|                    | Harry Hinkel         | États-Unis      |                 | DNF   |